# Ratufinae
Sous-famille
Les Ratufinae forment une sous-famille de mammifères rongeurs appartenant à la famille des Sciuridae.
Cette sous-famille d'écureuil arboricole géant ne comporte que le seul genre Ratufa et quatre espèces.

## Répartition
Le genre Ratufa se rencontre en Asie du Sud. Deux de ces espèces ont une aire de répartition restreinte à l'Inde et au Sri Lanka et la répartition des deux autres s'étend du Népal et du sud de la Chine aux îles de Bornéo, Java et Sumatra.

## Liste des espèces
Selon MSW :
- genre Ratufa Gray, 1867[1]
  - Ratufa affinis (Raffles, 1821) - Malaisie péninsulaire, Sumatra, Bornéo et îles adjacentes[1].
    - sous-espèce Ratufa affinis affinis
    - sous-espèce Ratufa affinis bancana
    - sous-espèce Ratufa affinis baramensis
    - sous-espèce Ratufa affinis bunguranensis
    - sous-espèce Ratufa affinis cothurnata
    - sous-espèce Ratufa affinis ephippium
    - sous-espèce Ratufa affinis hypoleucos
    - sous-espèce Ratufa affinis insignis
    - sous-espèce Ratufa affinis polia

  - Ratufa bicolor (Sparrman, 1778) - Est du Népal, Sud-Est du Tibet, Sud-Est du Yunnan et du Hainan (Chine), Assam (Inde), Birmanie, Thaïlande, Laos, Cambodge, Vietnam, Malaisie péninsulaire, Java et Bali (Indonésie)[1].
    - sous-espèce Ratufa bicolor bicolor
    - sous-espèce Ratufa bicolor condorensis
    - sous-espèce Ratufa bicolor felli
    - sous-espèce Ratufa bicolor gigantea
    - sous-espèce Ratufa bicolor hainana
    - sous-espèce Ratufa bicolor leucogenys
    - sous-espèce Ratufa bicolor melanopepla
    - sous-espèce Ratufa bicolor palliata
    - sous-espèce Ratufa bicolor phaeopepla
    - sous-espèce Ratufa bicolor smithi

  - Ratufa indica (Erxleben, 1777) - Centre et Sud-Est de l'Inde[1].
    - sous-espèce Ratufa indica centralis
    - sous-espèce Ratufa indica dealbata
    - sous-espèce Ratufa indica indica
    - sous-espèce Ratufa indica maxima

  - Ratufa macroura (Pennant, 1769) - Sud-Est de l'Inde, Sri Lanka[1].
    - sous-espèce Ratufa macroura dandolena
    - sous-espèce Ratufa macroura macroura
    - sous-espèce Ratufa macroura melanochra